# Open Gaz de France 2008
L'Open Gaz de France 2008 è stato un torneo di tennis giocato sul cemento indoor.
È stata la 16ª edizione dell'Open Gaz de France,
che fa parte della categoria Tier II nell'ambito del WTA Tour 2008.
Si è giocato dal 4 al 10 febbraio 2008.

## Campioni

### Singolare
Anna Čakvetadze ha battuto in finale   Ágnes Szávay con il punteggio di 6–3, 2–6, 6–2

### Doppio
Al'ona Bondarenko /  Kateryna Bondarenko ha battuto in finale  E Hrdinová /  V Uhlířová con il punteggio di 6–1, 6–4